# 2023年の宝塚歌劇公演一覧
本項目では2023年の宝塚歌劇公演一覧（2023ねんのたからづかかげきこうえんいちらん）について示す。

## 宝塚大劇場公演

### 花組
- 1月1日 - 1月30日1月9日、1月18日 - 1月30日
  - 『うたかたの恋』（原作／クロード・アネ、脚本／柴田侑宏、潤色・演出／小柳奈穂子）
  - 『ENCHANTEMENT（アンシャントマン） －華麗なる香水（パルファン）－』（作・演出／野口幸作）
  - 公演案内

### 月組
- 2月4日 - 3月6日
  - 『応天の門』－若き日の菅原道真の事－（原作／灰原薬「応天の門」（新潮社バンチコミックス刊）、脚本・演出／田渕大輔）
  - 『Deep Sea －海神たちのカルナバル－』（作・演出／稲葉太地）
  - 公演案内

### 宙組
- 3月11日 - 4月17日
  - 『カジノ・ロワイヤル ～我が名はボンド～』（原作／イアン・フレミング「007／カジノ・ロワイヤル」（白石朗訳、創元推理文庫刊）、脚本・演出／小池修一郎）
  - 公演案内

### 雪組
- 4月22日 - 5月28日
  - 『Lilac（ライラック）の夢路』－ドロイゼン家の誇り－（作・演出・振付／謝珠栄）
  - 『ジュエル・ド・パリ!!』－パリの宝石たち－（作・演出／藤井大介）
  - 公演案内

### 星組
- 6月2日 - 7月2日
  - 『1789－バスティーユの恋人たち－』（潤色・演出／小池修一郎）
  - 公演案内

### 花組
- 7月7日 - 8月13日
  - 『鴛鴦歌合戦（おしどりうたがっせん）』～原作　映画「鴛鴦歌合戦」日活株式会社（監督／マキノ正博、脚本／江戸川浩二、脚本・演出／小柳奈穂子）
  - 『GRAND MIRAGE!』（作・演出／岡田敬二）
  - 公演案内

### 月組
- 8月18日 - 9月24日
  - 『フリューゲル　－君がくれた翼－』（作・演出／齋藤吉正）
  - 『万華鏡百景色（ばんかきょうひゃくげしき）』（作・演出／栗田優香）
  - 公演案内

### 宙組
- 9月29日 - 11月5日 9月30日
  - 『PAGAD（パガド）』～世紀の奇術師カリオストロ～（原作／小説「Joseph Balsamo」アレクサンドル・デュマ・ペール著、映画「BLACK MAGIC」グレゴリー・ラトフ監督、脚本・演出／田渕大輔）
  - 『Sky Fantasy!』（作・演出／中村一徳）
  - 公演案内

### 雪組
- 11月10日 11月24日 12月1日 - 12月13日[1]
  - 『ボイルド・ドイル・オンザ・トイル・トレイル』－Boiled Doyle on the Toil Trail－（作・演出／生田大和）
  - 『FROZEN HOLIDAY（フローズン・ホリデイ）』－Snow Troupe 100th Anniversary－（作・演出／野口幸作）
  - 公演案内

## 東京宝塚劇場公演

### 星組
- 1月2日 - 2月12日
  - 『ディミトリ～曙光に散る、紫の花～』─並木陽作「斜陽の国のルスダン」より─（脚本・演出／生田大和）
  - 『JAGUAR BEAT－ジャガービート－』（作・演出／齋藤吉正）
  - 公演案内

### 花組
- 2月18日 - 3月19日
  - 『うたかたの恋』（原作／クロード・アネ、脚本／柴田侑宏、潤色・演出／小柳奈穂子）
  - 『ENCHANTEMENT（アンシャントマン） －華麗なる香水（パルファン）－』（作・演出／野口幸作）
  - 公演案内

### 月組
- 3月25日 - 4月30日
  - 『応天の門』－若き日の菅原道真の事－（原作／灰原薬「応天の門」（新潮社バンチコミックス刊）、脚本・演出／田渕大輔）
  - 『Deep Sea －海神たちのカルナバル－』（作・演出／稲葉太地）
  - 公演案内

### 宙組
- 5月6日 - 6月11日
  - 『カジノ・ロワイヤル ～我が名はボンド～』（原作／イアン・フレミング「007／カジノ・ロワイヤル」（白石朗訳、創元推理文庫刊）、脚本・演出／小池修一郎）
  - 公演案内

### 雪組
- 6月17日 - 7月16日
  - 『Lilac（ライラック）の夢路』－ドロイゼン家の誇り－（作・演出・振付／謝珠栄）
  - 『ジュエル・ド・パリ!!』－パリの宝石たち－（作・演出／藤井大介）
  - 公演案内

### 星組
- 6月2日 - 7月2日
  - 『1789－バスティーユの恋人たち－』（潤色・演出／小池修一郎）
  - 公演案内

### 花組
- 9月2日 - 10月8日
  - 『鴛鴦歌合戦（おしどりうたがっせん）』～原作映画「鴛鴦歌合戦」日活株式会社（監督／マキノ正博、脚本／江戸川浩二、脚本・演出／小柳奈穂子）
  - 『GRAND MIRAGE!』（作・演出／岡田敬二）
  - 公演案内

### 月組
- 10月14日 - 11月19日
  - 『フリューゲル　－君がくれた翼－』（作・演出／齋藤吉正）
  - 『万華鏡百景色（ばんかきょうひゃくげしき）』（作・演出／栗田優香）
  - 公演案内

### 宙組
- 全公演中止
  - 『PAGAD（パガド）』～世紀の奇術師カリオストロ～（原作／小説「Joseph Balsamo」アレクサンドル・デュマ・ペール著、映画「BLACK MAGIC」グレゴリー・ラトフ監督、脚本・演出／田渕大輔）
  - 『Sky Fantasy!』（作・演出／中村一徳）
  - 公演案内

## 宝塚バウホール公演

### 宙組
- 1月5日 - 1月21日
  - 『夢現（ゆめうつつ）の先に』（作・演出／生駒怜子）
  - 公演案内

### 星組
- 4月1日 - 4月9日
  - 『Stella Voice』（構成・演出／中村一徳）
  - 公演案内

### 花組
- 5月3日 - 5月14日
  - 『舞姫』－MAIHIME－～森鴎外原作「舞姫」より～（脚本・演出／植田景子）
  - 公演案内

### 月組
- 6月14日 - 6月25日
  - 『月の燈影（ほかげ）』（作・演出／大野拓史）
  - 公演案内

### 星組
- 10月18日 - 10月29日
  - 『My Last Joke－虚構に生きる－』（作・演出／竹田悠一郎）
  - 公演案内

## その他の公演

### 宙組
- 1月9日 - 1月19日 東京国際フォーラムホールC
  - 『MAKAZE IZM』（構成・演出／石田昌也）
  - 公演案内

### 雪組
- 2月6日 - 3月1日 御園座
  - 『BONNIE & CLYDE』（潤色・演出／大野拓史）
  - 公演案内
- 2月3日 - 2月12日 KAAT神奈川芸術劇場
- 2月24日 - 3月2日 梅田芸術劇場シアター・ドラマシティ
  - 『海辺のストルーエンセ』（作・演出／指田珠子）
  - 公演案内

### 星組
- 3月21日 - 3月29日 梅田芸術劇場シアター・ドラマシティ
- 4月4日 - 4月10日 日本青年館ホール
  - 『Le Rouge et le Noir　～赤と黒～』（潤色・演出／谷貴矢）
  - 公演案内
- 3月26日 - 4月11日 全国ツアー
  - 『バレンシアの熱い花』（作／柴田侑宏、演出／中村暁）
  - 『パッション・ダムール・アゲイン！』（作・演出／岡田敬二）
  - 公演案内

| 公演日  | 公演場所                 |
| 3月26日 | 梅田芸術劇場メインホール |
| 3月27日 | 梅田芸術劇場メインホール |
| 3月28日 | 梅田芸術劇場メインホール |
| 3月29日 | 梅田芸術劇場メインホール |
| 4月1日  | 市川市文化会館           |
| 4月2日  | 市川市文化会館           |
| 4月4日  | 上野学園ホール           |
| 4月5日  | 上野学園ホール           |
| 4月6日  | 周南市文化会館           |
| 4月8日  | 福岡市民会館             |
| 4月9日  | 福岡市民会館             |
| 4月10日 | 福岡市民会館             |
| 4月11日 | 福岡市民会館             |

### 花組
- 4月29日 - 5月6日 梅田芸術劇場メインホール
- 5月13日 - 5月19日 東京建物 Brillia HALL
  - 『二人だけの戦場』（作・演出／正塚晴彦）
  - 公演案内

### 月組
- 6月12日 - 6月28日 東急シアターオーブ
  - 『DEATH TAKES A HOLIDAY』（潤色・演出／生田大和）
  - 公演案内

### 宙組
- 7月23日 - 8月5日 東京建物 Brillia HALL
  - 『Xcalibur エクスカリバー』（潤色・演出／稲葉太地）
  - 公演案内
- 7月19日 - 7月26日 梅田芸術劇場シアター・ドラマシティ
- 8月1日 - 8月8日 KAAT神奈川芸術劇場
  - 『大逆転裁判 -新・蘇る真実-』（原作・監修・制作協力／株式会社カプコン、脚本・演出／鈴木圭）
  - 公演案内

### 雪組
- 8月25日 - 9月18日 全国ツアー
  - 『愛するには短すぎる』（原案／小林公平、脚本・演出／正塚晴彦）
  - 『ジュエル・ド・パリ!!』－パリの宝石たち－（作・演出／藤井大介）
  - 公演案内

| 公演日  | 公演場所                 |
| 8月25日 | 梅田芸術劇場メインホール |
| 8月26日 | 梅田芸術劇場メインホール |
| 8月27日 | 梅田芸術劇場メインホール |
| 8月28日 | 梅田芸術劇場メインホール |
| 8月31日 | 神奈川県民ホール         |
| 9月1日  | 神奈川県民ホール         |
| 9月2日  | 神奈川県民ホール         |
| 9月3日  | 神奈川県民ホール         |
| 9月5日  | 宇都宮市文化会館         |
| 9月6日  | 白河文化交流館 コミネス  |
| 9月7日  | けんしん郡山文化センター |
| 9月9日  | あきた芸術劇場 ミルハス  |
| 9月11日 | 北上さくらホール         |
| 9月13日 | 名取市文化会館           |
| 9月14日 | 名取市文化会館           |
| 9月16日 | 札幌文化芸術劇場 hitaru  |
| 9月17日 | 札幌文化芸術劇場 hitaru  |
| 9月18日 | 札幌文化芸術劇場 hitaru  |

- 8月28日 - 9月5日 梅田芸術劇場シアター・ドラマシティ
- 9月11日 - 9月19日 日本青年館ホール
  - 『双曲線上のカルテ』～渡辺淳一作「無影燈」より～（監修・脚本／石田昌也、潤色・演出／樫畑亜依子）
  - 公演案内

### 星組
- 10月9日 - 11月2日 博多座
  - 『ME AND MY GIRL』（脚色／小原弘稔、脚色・演出／三木章雄）
  - 公演案内

### 花組
- 11月17日 - 12月12日 全国ツアー
  - 『激情』－ホセとカルメン－（脚本／柴田侑宏、演出・振付／謝珠栄）
  - 『GRAND MIRAGE!』（作・演出／岡田敬二）
  - 公演案内